# 阿尔巴贾拉
阿尔巴贾拉（義大利語：Albagiara），是意大利奥里斯塔诺省的一个市镇。总面积8.95平方公里，人口281人，人口密度31.4人/平方公里（2009年）。ISTAT代码为095003。